# スーパードール★リカちゃん
『スーパードール★リカちゃん』は、1998年10月6日から1999年9月28日までテレビ東京系列 (TXN) で放送されたテレビアニメ。魔法少女作品に属する。全52話。
アニメと並行して、征海未亜によるコミカライズ版が講談社の少女向け漫画雑誌『なかよし』に連載された。

## 概要
タカラのロングセラー商品・リカちゃんからのスピンオフ作品。リカちゃんの発売30周年にちなみ企画された。設定やストーリーは完全にテレビオリジナルで制作されている。
平均視聴率6%、最高視聴率9%と、同時期のテレビ東京18時台としては高い視聴率を獲得。16社のライセンシーが185アイテムを販売し、総売上は約40億円に達するなど関連商品はヒットし、放送期間が2クール延長されるほどだったが、ビデオ市場は予想より不振に終わった。
タカラ玩具のミクロマン・マグネパワーズのアニメ版『小さな巨人 ミクロマン』が別制作会社によってほぼ同時期に放送されており、本作ドールイサム役の伊藤健太郎は同作の主人公・アーサー役として出演していた。また、両作品で劇場版が制作され、『'99夏 東映アニメフェア』の同時上映作品となっている。

## ストーリー
大司浦町に住む普通の小学3年生・香山リカ。ある日、リカは博物館見学へ行く際に祖母の七重から『コーリングリング』というお守りを手渡された。そしてその日から、リカや友人の高林ダイたちの周りで不審な事件が起こり出す。実はリカは異次元の世界『ドールランド』の未来の女王。悪魔デヴォールが七重の双子の姉・八重を操ってドールランドを氷漬けの世界にしようと企み、八重の部下・ドクタースケアクロウ一派を遣わして次期女王であるリカを狙っていたのだ。
しかしリカに危機が迫るとき、コーリングリングが光り輝き、彼女を守るドールナイツの一人・ドールリカが助けてくれる。襲い来るスケアクロウたちを撃退していく中で、新たにドールイヅミ・ドールイサムというドールナイツたち、そして不思議な転校生・カトリーヌがリカたちの前に姿を現す。ドールリカやドールランドの秘密を少しずつ知りゆくリカの運命は…。そして、ドールリカ・ドールイヅミ・ドールイサムのドールナイツは、デヴォールの野望を食い止めドールランドを愛あふれる平和な国に戻すことができるのか。

## 舞台設定
大司浦（おおすら）町
リカの住んでいる架空の町で、風光明媚。港やタワー、外人墓地など、その風景や町並みは神戸をモデルにしている。
ドールランド
不思議な人形の力で国を治めていたという幻の王国。文献や資料も少なく、一般には伝説やおとぎ話の類と思われている。だが、古代文明ファントッシにドールランド文明と類似した品々が残っており、実在の可能性をうかがわせている。
真相は異世界の王国で、七重や織江の生まれ故郷。平和な国だったが、現在は悪魔の巣食う国になってしまっている。
漫画版では「人形たちの国」という設定で、七重たちの正体も人形とされていたが、アニメでは「人形で国を治めている」とし、国の住人は異世界なれど人間と同じである。

## 登場人物

### ドールナイツ
ドールランドの王家を支え、人形たちの生涯を守っていると信じられている。3体の守護人形が仕えるのは「王」の器を持つものだけ。王家に伝えられている「コーリングアイテム」に呪文を唱えることでドールナイツを呼び出すことができる。守護神ドールナイツは、その身を人形からさまざまな姿に変えてリカを守る。
コーリングアイテムは、ドールナイツを呼ぶブレスレット型のアイテム「コーリングリング」と、ドールナイツを起動させて活動のパワーを送るアイテム「コーリングペンダント」・「コーリングチョーカー」・「コーリングウォッチ」が対になっており、基本としてこの両方が揃って初めてドールナイツは動くことができる。ドールナイツの使命はあくまでコーリングリングをつけている者を守り、起動させてくれる者に服従することであり、そこに善悪の判断が入る余地は基本的に無い。したがって扱う者が邪悪ならば、ドールナイツも悪の尖兵になってしまう弱点がある。また、ドールナイツはそれだけで常時活動することは不可能で、稼動するためのパワーとそれを送る者の存在が不可欠である。したがって操者からのパワーが何らかの原因で弱まると活動に支障をきたし、戦闘モードに変身できなくなったり、戦闘力の低下、最悪の場合は動きが止まったりしてしまう。起動時において操者とドールとの物理的距離は関係が無く、コーリングアイテムさえあれば離れていても起動させることができる。
ドールリカ
声 - 櫻井智
本作の主人公。ドールナイツの一人で、智を司る。普段は人形の姿で香山家に置かれている。イメージカラーは赤。赤のコーリングリング（ブレスレット）の持ち主（香山リカ）に呼び出されるか彼女の危機を感知すると、コーリングペンダントが発光してそれを知らせ、呪文を唱えることで起動する。その後は自律して行動し、人間大に巨大化して持ち主の下に現れる。さらに戦闘モードのスーパードールリカに変身し、持ち主の危機を救う。ヨーヨー型の専用武器「ライトスピナー」を持ち、投擲・捕獲・防御・エネルギー放射など万能な威力を発揮する。王位継承者であるリカのことは「リカ様」「王女様」と呼ぶ。起動呪文は「トゥルール・クルール・トゥレイロ・クレイラ」。
漫画版ではアニメと比べるとややお茶目な性格で、設定も異なっている。ドールナイツになる前は意思を持って動く「梨華（りか）」という名の日本人形で、町人たちから化け物扱いされていたが、ルイに似た男性（ルイの先祖で、累之進（るいのしん）という名前らしい）と出会い、デヴォールの一部になるのを免れる。また、最後はリカの力で人間になり、ルイと結ばれる。
ハイパードールリカ
第45話より登場。強大な敵のミスティに対抗すべく、ドールリカがドールランドの神アルから力を授かり、強化した姿。イメージカラーは白。ドールイヅミとドールイサムのパワーをドールリカに結集することで変身が可能となる。ハイパードールリカになっても、ドールイヅミとドールイサムはそのまま共に活動可能である。デヴォールとの最終決戦に向けての最強戦士である。

ドールイヅミ
声 - 根谷美智子
ドールナイツの一人で、生命を司る。スーパードールイヅミに変身する。イメージカラーは緑。緑のコーリングリングをつけた者が呼ぶか危機が迫ると、首飾り型のコーリングチョーカーが発光し、呪文を唱えることで起動する。バトン型の専用武器「ライトサークル」を持つ。ライトサークルはブーメランのように投擲することも可能だが、光線技（捕獲リング、鞭など）としての使用も多い。本来のコーリングリングの持ち主はリカの祖父だが、カトリーヌに託されている。三体のドールナイツのうち、出番が一番少なかった。起動呪文は「フルール・フローラ・グリーネ・グライネ」。
アニメと漫画版とで、性格にギャップがある。
ドールイサム
声 - 伊藤健太郎
ドールナイツの一人で、勇気を司る。スーパードールイサムに変身する。イメージカラーは青。唯一の男性で、物理的パワーならドールリカをも上回る。青のコーリングリングをつけた者が呼ぶか危機が迫ると、懐中時計型のコーリングウォッチが発光し、呪文を唱えることで起動する。大剣型の専用武器「ライトサンダー」を持つ。大地に突き刺せば衝撃波と共に地割れと地走りが発生する。刀身にパワーを集中し、ビームとして放つことも可能。
ドールイサムのコーリングリングは、八重が若い頃にルイの祖父と出会って恋に落ち、ドールランドに帰る時に形見としてルイの祖父に渡したもの。リカたちの捜索で祖父の住居から発見されるも、スケアクロウに盗まれてしまい、以降はデヴォールに取り憑かれた八重の命令で動く、悪の尖兵となってドールリカとドールイヅミに襲いかかった。しかし、自分の役目を思い出したことで彼女に反旗を翻し、リカを守ることを決意する。起動呪文は「ペレーゾ・ペレーゼ・ブルーネ・ブライネ」。
漫画版ではよりクールで無口。

### リカとその家族・仲間
香山リカ（かやま リカ）（9歳・小学校3年生）
声 - 河野由佳
本作のもう一人の主人公。聖テレジア学院に通う小学3年生（クラスは3年B組）。真実の姿は「人形の国」ドールランドの未来の女王。生まれたときにドールランドに内紛が起きたため、彼女は七重の手で密かに国から連れ出され、大司浦の町に来た。リカは自分の正体を知らないまま、人間として暮らしている。自分を狙ったさまざまな事件に巻き込まれる内に、衝撃の過去を知ってゆくことになる。
両親から受けた可愛いらしい容姿と、祖母譲りの気品を持つ。黙って座っていればお嬢様そのものなのだが、現代っ子ということもあって元気が有り余った好奇心のかたまり。とても行動的な性格で運動神経も良い。フランス人のクォーター（ドールランド住人のハーフでもある）のせいか、メインメンバーのダイ・トモ・スミレよりも背が高い。授業中にお喋りはおろか編み物をしたり、遠足で無断で別行動を取ったりとお転婆な面が多々うかがえる。ダイとはしょっちゅう口喧嘩をしている。仲間で行動を起こす時には発起人となったり、提案をしたり、半ば強引とも思える仕切り屋の一面も覗かせる。ピンクのコーリングリングで危機を知らせることができる。中盤（第27話）でコーリングリングが強化されて「スーパーコーリングリング」となり、コーリングペンダントの助力無しでリカが直接呪文を唱えてドールリカを呼び、動かすことが可能になった。
漫画版では人間界出身の父を持つハーフで、デヴォールを消し去るのではなく浄化する道を選び、女王の力に匹敵する力を覚醒させる。アニメではドールリカを「おねえさん」と呼ぶが、漫画では普通に「ドールリカ」と呼んでいる。手先があまり器用ではなく、劇で使う「天使の羽」は、ダイに「鍋敷きか」と呆れられるほどの出来だった。
香山七重（かやま ななえ）（年齢不詳・60歳くらい）
声 - 小宮和枝
リカの祖母。ドールランドを八重と二人で治めている。女王後継者（娘）の織江が、人間の男性（ピエール）との間に子供（リカ）をもうけたことをきっかけに八重と対立。七重は人間と人形の共存を主張し、娘を支援する。結果、反対派の八重のクーデターによって国を追われる立場に。織江・リカ・3体の守護人形を連れ、七重は人間界＝大司浦町に亡命することになる。リカを守るため、ペンダントを使って呪文を唱えドールナイツを起動させる。また、リカの危険はペンダントが光ることで知ることができる。そのため、リカがドールリカを動かすだけの力を使えなかった頃には彼女が動かしていた。だが寄る年波には勝てず、ドールリカに力を送る体力が続かずに反動で体調を崩すこともあった。心配性な織江とは対照的にリカの自由奔放さを尊重し、優しく見守っている。
香山織江（かやま おりえ）（年齢不明）
声 - 佐々木瑶子
リカの母。職業は服飾デザイナーで、アトリエ兼ブティックの店舗「KAYAMA」を経営している。リカの服を作ることも多い。ドールランドの次期女王だったが、人間の男性（ピエール）と恋に落ちてしまうという国の禁を犯したため、皇位を剥奪されている（そのため、織江はドールナイツを起動させられない）。七重と共に人間界に亡命した。リカが狙われる原因は、人間との恋に落ち、亡命した自分にあるという思いがあるため、リカの行動に関しては心配性。赤いミニクーパーが自家用車。
漫画版では八重にそっくり。
香山ピエール（かやま ピエール）（年齢不明）
声 - 藤原啓治
リカの父。音楽家。フランス人のハーフ。独特なオルゴール音楽を作り、世界に広めている。織江とはパリでオルゴール作りの修行中に出会い、リカが生まれてからは最高のオルゴールを求めて世界を旅している。そのため、リカは父親になかなか会えないのが悩み。旅先の夢の中で不思議な体験をし、目覚めた時に楽譜に未完成の曲が書かれてあった。その曲にドールランドとデヴォールに関する秘密があると考え、曲を完成させようと苦心する。
漫画版では、リカの住む町がデヴォールによって雪に閉ざされた際、リカを助けるオルゴールと、ルイの祖父が遺した八重を象った人形を持って帰宅した。
フランツ（年齢不明）
声 - 牛山茂
七重の夫でリカの祖父。七重と織江がドールランドから人間界へ亡命する時に一緒だったが、追手から2人を逃す際に離れ離れになり、以来消息不明になる。後にドールイヅミを起動させるコーリングチョーカーをカトリーヌに託し、リカの護衛を彼女に任せていたことが分かった。
高林ダイ（たかばやし ダイ）（小学校3年生）
声 - 三田ゆう子
リカの同級生の男の子。リカの親友。チャキチャキ下町の悪ガキ代表で、町でも有名な10人の大家族・高林家の三男坊。とにかく大家族の中で揉まれているので、少々のことではへこたれない。多少乱雑で口は悪いが、家族構成と躾に厳しい祖母のおかげで、自分より弱いものには決して手を挙げない正義感の強いところがある。リカにほのかな想いを抱いているが、うまく伝えられなくて結局のところ親友止まり。ルイというライバルが現れて慌てている。リカとドールランドの秘密を知ってからは、スミレ、トモノリと共にリカの護衛をするようになった。後に、ドールイサムの青のコーリングリングを旅に出るルイから譲り受け、七重に強化を受けスーパーコーリングリングとなり、以降ドールイサムを呼び出せるようになる。
漫画版ではルイから預かったコーリングリングをなんとなくはめたら外せなくなり、リカとともに雪の中に閉じ込められたときに偶然呼び出した。また、リカに告白するが、答えは聞いていない。
蕗谷トモノリ（ふきや トモノリ）（小学校3年生）
声 - 長沢美樹 / 水田わさび
リカの同級生の男の子。マッシュルームカットで眼鏡を掛けており、喋り方も「です・ます」調のいわゆる秀才肌。偏執的なまでに数字や時間にこだわり、歩きながら電卓片手に計算していたり、時間を秒単位で気にしたりする。リカたちグループのブレイン的存在。その一方、ビデオカメラにテープを入れ忘れるなどという凡ミスも。運動神経は自他共に認める乏しさ。将来の夢は科学者。
漫画版には登場しない。
篠原スミレ（しのはら スミレ）（小学校3年生）
声 - 川上未遊
リカの同級生の女の子。ちょっと太目の地味な印象だが、優しくしとやかで気が弱く乙女チック。物語の創作に才があり、学芸会で採用されたりした。ダイのことが好きなのだが、そのダイはリカのことが好きで、そのことも解っていながらリカとの親友関係は揺らがない。その体格を活かした体当たりはなかなかの威力で、リカのピンチを幾度か救っている。カトリーヌがドールランドへと連れ去られた後、ドールイヅミの緑色のコーリングリングを受け取る。その後、リングは七重に強化を受けてスーパーコーリングリングとなり、以降ドールイヅミを呼び出すことが可能となった。自宅は花屋さん。
漫画版ではドールランドへ行っていない上、年上の彼氏がいるという裏設定がある。さらに、あらすじ解説の中ではあるが「リカとダイは付き合っているんですよ」という主旨の発言をしたことがある。ただし、リカとダイは実際には付き合っていない。
麻樹山ルイ（あさぎやま ルイ）（18歳・大学1年）
声 - 宮本充
考古学を専攻する大学生。下宿人として香山家の離れに引っ越して来た。リカにとっては憧れのお兄さんで、ダイにとっては恋のライバル。ルイの祖父が若かった頃、八重からドールイサムのコーリングリングを渡されていたことを祖父の書いた日記で知った。ルイは今は亡き祖父の残した古い文献を読んでいるうちにドールランドのことを知り、それを確かめるために考古学を専攻した。当初は夢物語と半信半疑だったが、リカを取り巻く不思議な現象を実体験し、遂にドールランドの実在を確信する。そして以降はドールランドの平和を取り戻すため、七重たちの協力者となる。終盤ではアルの力によって鉄仮面となり、度々リカたちの危機を救うようになる。
漫画版では祖父の日記を読んだことで、リカたちの手助けをしにきた。デヴォールに操られていた頃の八重と出会って洗脳されるというアクシデントにも見舞われたが、リカの父が発見した人形を、モデルとなった八重に届けるという活躍も見せている。ドールリカの「前世の器」とも言うべき日本人形を所持していて、最後はリカの力で人間になったドールリカと結婚する。また、名前に「累」という漢字が当てられているが、ほとんどの場合はカタカナで表記されている。
鉄仮面（てつかめん）
第1話からずっとOPに登場してきたが、第48話からは本編にも登場。ドールランドに来たリカのピンチを救った謎の甲冑騎士。その正体はアルの力によって変身したルイであった。
麻樹山克（あさぎやま かつ）（故人）
声 - 家中宏
ルイの祖父。青年時代に若かった八重に出会い恋に落ちる。だが、ドールランドの掟ゆえ、八重の名前も素性もしらないまま別れることに。八重がドールランドへ帰る時、彼女からドールイサムのコーリングリングを託された。その後、それを日記に残し、ルイの手に渡る。
漫画版では八重と離れてから、八重をモデルにした人形を残していた。生前、七重と親交があった。
カトリーヌ（小学校5年生）
声 - 大谷育江
第25話より登場。香山リカの前に現れた謎の転校生で5年生（クラスは5年A組）。実際はドールランド王家の者であり、王女を守るための訓練兵だった。それが国王であるフランツの目に留まり、リカを守る任に就いた。ドールイヅミを呼び出すコーリングリング（アニメではコーリングチョーカー）を持ち、ミスティが侵攻してくるまでは正体を隠して、陰からリカを守っていた。そのためか、クールでドライな印象がある。リカのことは学校の仲間としては「リカちゃん」、ドールランド関連の話題の時は「リカ様」と、呼び方を使い分けている。
漫画版ではリカのいとこという設定で、リカとともにドールランドへ行く。この時は少々きつめな性格で、リカに女王の自覚を持ってもらうために敢えて精神的に追い詰めた。また、最後は次期女王であるリカが人間界に残ることを選んだため、ドールランドの統治は彼女に任されることになる。ドールランドに彼氏がいる、という裏設定があった。
テレジア学園長（年齢不明）
声 - 京田尚子
聖テレジア学園の学園長。かなりの高齢。テロップでは単に「学園長」と表記され、本名は不明。若い頃からこの学園にシスターとして勤めていた。とても寛大で、生徒の自主性を重んじる教育姿勢である。聖テレジア学園はカトリックスタイルの学校で、学校行事には遠足はもちろん、1日ホームステイ、マリア祭、クリスマスのミサなど、クリスチャンらしいものも多い。
漫画版には登場しない。
シスター千明（-ちあき）（年齢不明）
声 - 兵藤まこ
リカのクラスを担当する40 - 50代ほどのシスター。劇中での呼ばれ方は「シスター千明」と「千明先生」が混在している。優しく穏やかな先生だが、やや規律に縛られるステレオタイプな所もあり、学園長にたしなめられることもしばしば（と言うより、学園長の懐が深すぎる感は否めない）。聖テレジア学院の礼拝堂の朝の鐘を鳴らす役でもある。
漫画版には登場しない。
シスター聖美（-まさみ）（年齢不明）
声 - 菊地晶子（第12話）、横手久美子（第37話）
丸眼鏡をかけた若いシスター。国語担当。第12話の時点では単に「シスター」の表記だった。出番は少ないが、若さと眼鏡のせいか出ていると存在感がある。第35話でも台詞は無いものの、結婚式のオルガン奏者役で出ている。
漫画版には登場しない。
テツ（小学校3年生）
声 - 竹内順子
リカの同級生の男の子。クラスの劇で山賊を演じたこともある。
漫画版には登場しない。
ヒデ（小学校3年生）
声 - 雪乃五月
リカの同級生の男の子。クラスの劇で山賊を演じたこともある。5年生の姉がいて、カトリーヌと同じクラス。
漫画版には登場しない。
アル
ドールランドの生命を司ると言われる神。ドールランドにある「アルの森」の奥深くにいるとされ、白いフクロウの姿で現れる。七重の夫のフランツをデヴォールの追手から匿い、ピエールにデヴォールの魔力を減退させるメロディを啓示した。
漫画版には登場しない。

### リカを狙う者たち
香山八重（かやま やえ）（年齢不詳・60歳くらい）
声 - 小宮和枝
七重の双子の姉で、リカのもう一人の祖母。ドールランドの先代女王。ドールランドを七重と二人で治めていたが七重と対立。八重は人間との共存を断固拒絶しており、クーデターで七重を追放したものの、リカと3体の守護人形も連れていかれてしまったのでその行方を追っている。人間の血が入っているとはいえ、孫のリカにドールランドの王位を継がせたいと思っており、スケアクロウたちを使ってリカの奪還を図る。
本当の八重は優しく愛に満ちており、かつてルイの祖父・克と恋に落ちていたことから、織江のピエールに対する気持ちも理解していた。しかし、今後の解決法をドールランドの神アルに尋ねようとアルの森へ行った際に、ドールランドの悪魔・デヴォールに取り憑かれて豹変。悪人となり、ドールランドを征服してしまった。スケアクロウたちには「御前様」と呼ばれており、煙の中に不気味な顔だけが映る存在として彼らに指示を出していた。
漫画版では、克にコーリングリングを渡したためにデヴォールに乗っ取られてしまった。アニメでは七重に似ている老婆の姿だが、漫画版では織江にうりふたつの容姿を持つ若い女性である。
ドクタースケアクロウ
声 - 納谷六朗
デヴォールに取り憑かれた八重に命ぜられ、ドールランドの王位継承者である香山リカをつけ狙う。変身術・催眠術・声を真似る・姿を消すなど、あらゆる魔術を扱う凄腕の魔法使い。本来はドールランド一の愛国心に燃える男で、プルとワーヤを弟子にして七重に謁見し、配下に取り立ててもらった過去がある。その愛国心を八重（デヴォール）に利用されて騙され、リカをドールランドに連れ戻すことこそが国の平和のためと信じ、リカの奪還に加担してしまった。次期女王であるリカや王族に対する畏敬の念はそのままのため、リカのことは常に「リカ様」と呼び、どんな強行な作戦であってもリカを傷付けるようなことだけはしない。
リカを奪還するための作戦はことごとく失敗し、挙句デヴォールの真相に気付きそうになった時、魔法の効かない牢に幽閉されてしまう。後に牢から脱走して改心し、以降は王家のために粉骨砕身の覚悟であった。しかし、最終決戦ではデヴォールによって洗脳され、「魔王スケアクロウ」を自称しまたもやドールナイツたちの前に立ち塞がる。だが、デヴォールが倒されたことで正気に戻る。
漫画版では、主に変身術を使ってリカを襲う。また、ある時コウモリに化けてドールリカの破壊を狙ったが、リカの叫び声で感覚を狂わされ、逆にやり込められてしまうなど少々抜けたところがある。
プル
声 - 田中敦子
褐色の肌をしたワーヤの妹。スケアクロウの部下。ワーヤとスケアクロウ探偵事務所を開いており、なにかとリカをつけ狙う。初歩の魔法が使える。ワーヤとは違って短気でアクティブな性格ゆえ、攻撃的な役割をすることが多い。作戦行動時の際など、覆面とマントを着用した姿に化けることもある。後に真相に気付き改心して、リカのボディーガード兼・香山家のお世話役になる。
漫画版では、スケアクロウと共謀してリカを襲ったり、単独で劇で使う背景用のセットに化けてダイとリカを襲った。
ワーヤ
声 - 林家こぶ平（現:9代目林家正蔵)
プルの兄。スケアクロウの部下。プルとスケアクロウ探偵事務所を開いており、なにかとリカをつけ狙う。初歩の催眠術が使える他、プル同様覆面・マント姿になることも。非常にのんびりしたバカ正直かつ食いしん坊な性格で悪人には向いておらず、作戦を漏らしたりミスしたりとドジが多いコメディリリーフ。後にプル同様真相に気付いて改心し、リカのボディーガード兼・香山家のお世話役になる。
漫画版には登場しない。
ミスティ
声 - 平松晶子
第31話より登場。肌がグレーで、背中から羽根の生えた姿をした自称・「魔界のプリンセス」。スケアクロウが失敗続きの上、ドールイサムまで謀反を起こし、手駒の乏しくなったデヴォールが身体の一部から生み出した。名前の通り身体をミスト（霧）に変化させて瞬間移動する。その魔力も絶大で、ドールナイツ3体がかりでも歯が立たないほど。念力・変身・催眠など多くの能力を操り、常に余裕のある笑みを浮かべ、まるで半分遊び感覚でリカを苦しめる。しかし、リカの捕獲よりもドールナイツとの闘いに興味が移り、リカ奪還に焦るデヴォールと確執が生まれることも。デヴォール同様リカの父親が奏でる音楽に弱く、苦しむ。
失敗が続いたためデヴォールに最後通告され、リカを奪還すべく最終作戦を行うも、ハイパードールリカに敗北。ドールランドに帰還するものの、デヴォールに用済みと判断され吸収された。
漫画版には登場しない。
デヴォール
声 - 竹本英史
本作の黒幕。ドールランドに住む悪魔。ドールランドを征服しようと企み、王女の力を求め八重に取り憑いたが、その時点で既に八重も七重も王座からは退いており、その娘の織江も皇位を剥奪されてしまっていた。そのため、デヴォールがドールランドを手中にするにはリカを女王にする必要があった。戦闘時は巨大なドラゴンの姿となる。
漫画版では、人間に愛されなかった人形の憎しみや恨みが集まってできたものと設定されている。最終決戦の末に女王の力を手にしたリカによって浄化され幼女の姿に生まれ変わり、累と結ばれドールナイツを引退した梨華(ドールリカ)の代わりに新たなドールナイツとなる。
黒服の男
声 - 竹本英史
スケアクロウ幽閉後、代わってリカを攫うためにデヴォールが差し向けた手下。ミスティーが戦闘員・雑兵として使うこともある。ドールリカいわく「デヴォールの亡霊」。全身黒っぽい服装と帽子、サングラスにマスクと、メン・イン・ブラックのような出で立ち。スケアクロウたちと違ってリカを敬う気持ちが無いため、平気でリカを吹き飛ばしたりと比較にならないほどに容赦ない攻撃をしてくる。
漫画版には登場しない。

## スタッフ
- 原作 - タカラ
- 監督 - 杉井ギサブロー
- 助監督 - 大西景介
- シリーズ構成 - 渡辺麻実（第1話 - 第39話）、相馬和彦
- キャラクターデザイン・総作画監督 - 熊谷哲矢
- ファッションコーディネイター - 内田千春
- 美術監督 - 宮野隆
- 色彩設計 - 黒柳朋子
- 撮影監督 - 藤倉直人
- 音響監督 - 藤山房伸
- 音響効果 - 加藤昭二 （アニメサウンド）
- 音楽 - 平間あきひこ、堀井勝美（第40話 - 第52話）
- 音楽プロデューサー - 前山寛邦
- タイトル - マキ・プロ
- ビデオ編集 - 東京現像所
- アニメーションプロデューサー - 丸山正雄
- エグゼグティブプロデューサー - 真木太郎
- プロデューサー - 大澤信博、岩田牧子（テレビ東京）
- 企画協力 - イオン
- アニメーション制作協力 - スタジオジュニオ（第1話 - 第39話） → SSJ（シナジージャパン）（第40話 - 第52話）
- アニメーション制作 - マッドハウス
- 製作 - テレビ東京、GENCO

## 主題歌

### オープニングテーマ
「ねっ」（第1話 - 第39話）
作詞 - 石川華子 / 作曲・編曲 - 平間あきひこ / 歌 - Rooky
｢アシタノキミ｣（第40話 - 第52話）
作詞 - 三浦徳子 / 作曲 - 白川明 / 編曲 - 堀井勝美 / 歌 - 櫻井智

### エンディングテーマ
エンディングの映像には、第1話を始めとするシーンやRookyのPVのカットが使われており、専用のアニメーションは作られていない。
「ねっ」 (Cutey Techno Mix) （第1話 - 第15話）
作詞 - 石川華子 / 作曲・編曲 - 平間あきひこ / 歌 - Rooky
わぁお!（第16話 - 第28話）
作詞 - 石川華子 / 作曲・編曲 - 平間あきひこ / 歌 - Rooky
LOVEウォーズ大作戦（第29話 - 第39話）
作詞 - 佐藤まどか / 作曲・編曲 - 平間あきひこ / 歌 - Rooky
その夢は何色?（第40話 - 第52話）
作詞 - AIKO / 作曲 - 小西真理 / 編曲 - 堀井勝美 / 歌 - 櫻井智

## CD
スーパードール・リカちゃん スーパー音楽集 〜オリジナル・サウンド・トラック Vol.1〜
発売日 - 1998年12月19日 / レーベル - 日本コロムビア

スーパードール・リカちゃん スーパー音楽集 〜オリジナル・サウンド・トラック Vol.2〜
発売日 - 1999年2月20日 / レーベル - 日本コロムビア

ドールランド☆ファンタジア 〜スーパードール リカちゃん 新サウンドトラック〜
発売日 - 1999年8月27日 / レーベル - NECインターチャネル

「スーパードール リカちゃん」SONG COLLECTION
発売日 - 1999年4月1日 / レーベル - 日本コロムビア

## 各話リスト
| 話数   | サブタイトル             | 脚本                | 絵コンテ              | 演出              | 作画監督                              | 放送日         | 収録VHS                        |
| ------ | ------------------------ | ------------------- | --------------------- | ----------------- | ------------------------------------- | -------------- | ------------------------------ |
| 第1話  | 不思議なドールナイツ     | 渡辺麻実            | 杉井ギサブロー        | 杉井ギサブロー    | 熊谷哲矢、阿部航 久保川美明、初見浩一 | 1998年 10月6日 | 第1巻 不思議なドールナイツ     |
| 第2話  | 月の夜の恋占い           | 渡辺麻実            | 鈴木敏夫              | 近藤優次 根岸宏樹 | 近藤優次                              | 10月13日       | 第2巻 月の夜の恋占い           |
| 第3話  | マリアさまのほほえみ     | 小川智子            | 高田耕一              | 秦義人            | 堀井洋子                              | 10月20日       | 第2巻 月の夜の恋占い           |
| 第4話  | ハロウィンのお客さま     | 水上清資            | 佐藤英一              | はしもとなおと    | 永島明子                              | 10月27日       | 第3巻 ハロウィンのお客さま     |
| 第5話  | お母さんの誕生日         | 渡辺麻実            | 水草一馬              | 大西景介          | 梶原賢二 今沢恵子                     | 11月3日        | 第3巻 ハロウィンのお客さま     |
| 第6話  | 夢の星はめぐる           | 水上清資            | 中村哲治              | 根岸宏樹          | 武内啓                                | 11月10日       | 第4巻 夢の星はめぐる           |
| 第7話  | 魔法のハーブティー       | 水上清資            | 福島一三              | 山崎哲生          | あきゆたか                            | 11月17日       | 第4巻 夢の星はめぐる           |
| 第8話  | ダイは小さな騎士[ナイト] | 小川智子            | 佐藤英一              | はしもとなおと    | 浅沼昭弘 永島明子                     | 11月24日       | 第5巻 ダイは小さな騎士[ナイト] |
| 第9話  | 鐘の音[ね]のひみつ       | 渡辺麻実            | 水草一馬              | 中島豊秋          | 堀井洋子                              | 12月1日        | 第5巻 ダイは小さな騎士[ナイト] |
| 第10話 | もうひとりのリカ         | 水上清資            | 佐藤卓哉              | 大西景介          | 小丸敏之                              | 12月8日        | 第6巻 もうひとりのリカ         |
| 第11話 | 想い出の白いドレス       | 小川智子            | 根岸宏樹              | 根岸宏樹          | 川口博史                              | 12月15日       | 第6巻 もうひとりのリカ         |
| 第12話 | 雪の日のおくりもの       | 渡辺麻実            | 四分一節子            | 高瀬節夫          | 中原清隆                              | 12月22日       | 第7巻 雪の日のおくりもの       |
| 第13話 | 迷い猫のアジー           | 小川智子            | 青木新一郎            | 青木新一郎        | 河村明夫                              | 12月29日       | 第7巻 雪の日のおくりもの       |
| 第14話 | 日曜日の決闘             | 小川智子            | 水草一馬              | 山崎茂            | 畑良子                                | 1999年 1月5日  | 第8巻 日曜日の決闘             |
| 第15話 | ルイさんの恋人           | 水上清資            | 久米一成              | 山崎哲生          | あきゆたか                            | 1月12日        | 第8巻 日曜日の決闘             |
| 第16話 | 冷たい国の魔女           | 渡辺麻実            | 福島一三              | 大西景介          | 永井達郎                              | 1月19日        | 第9巻 冷たい国の魔女           |
| 第17話 | あやしい予言にご用心     | 水上清資            | 小華和ためお          | はしもとなおと    | 飯野利明                              | 1月26日        | 第9巻 冷たい国の魔女           |
| 第18話 | おとぎの国の三銃士       | 水上清資            | 福島一三              | 新田義方          | 阿部航、小丸敏之 永井達郎             | 2月2日         | 第10巻 おとぎの国の三銃士      |
| 第19話 | 動かないドールリカ       | 渡辺麻実            | 阿部雅司              | 熨斗谷充孝        | 中原清隆                              | 2月9日         | 第10巻 おとぎの国の三銃士      |
| 第20話 | 逃げた王女のひみつ       | 小川智子            | 小華和ためお          | はしもとなおと    | 河村明夫                              | 2月16日        | 第11巻 逃げた王女のひみつ      |
| 第21話 | ルイさんの宝物           | 渡辺麻実            | 水草一馬              | 矢野篤            | 石田啓一                              | 2月23日        | 第11巻 逃げた王女のひみつ      |
| 第22話 | 目ざめたドールイサム     | 大久保智康          | 福島一三              | 大西景介          | 永井達郎、小丸敏之 丹羽恭利、槙田一章 | 3月2日         | 第12巻 目ざめたドールイサム    |
| 第23話 | 迷子の宇宙人             | 水上清資            | 東海林真一            | はしもとなおと    | 細山正樹                              | 3月9日         | 第12巻 目ざめたドールイサム    |
| 第24話 | ドールイヅミ見参!        | 渡辺麻実            | 水草一馬              | 熨斗谷充孝        | 中原清隆                              | 3月16日        | 第13巻 ドールイヅミ見参!       |
| 第25話 | 謎の転校生・カトリーヌ   | 水上清資            | 日色如夏              | 大西景介          | 松田芳明 熊谷哲矢                     | 3月23日        | 第13巻 ドールイヅミ見参!       |
| 第26話 | ドールイヅミの謎         | 大久保智泰 水草一馬 | 水草一馬              | 栗山美秀          | 伊東克修                              | 3月30日        | 第14巻 ドールイヅミの謎        |
| 第27話 | 明かされたリカのひみつ   | 小川智子            | 江上潔                | 江上潔            | 松田芳明                              | 4月6日         | 第14巻 ドールイヅミの謎        |
| 第28話 | まぼろしのドールランド   | 水上清資            | 石崎すすむ            | 藤本義孝          | 松本文男、新田靖成 中山大介           | 4月13日        | 第14巻 ドールイヅミの謎        |
| 第29話 | 帰ってきたお父さん       | 小川智子            | 福島一三              | 新田義方          | 永井達郎                              | 4月20日        | 第14巻 ドールイヅミの謎        |
| 第30話 | たよれるボディガード     | 水上清資            | 小華和ためお          | はしもとなおと    | 泰野好紹                              | 4月27日        | 第15巻 たよれるボディガード    |
| 第31話 | 魔界のプリンセス         | 平柳益実            | 四分一節子            | 熨斗谷充孝        | 中原清隆                              | 5月4日         | 第15巻 たよれるボディガード    |
| 第32話 | ドールイサムを取りもどせ | 川嶋澄乃            | 水草一馬              | 大西景介          | 河村明夫                              | 5月11日        | 第15巻 たよれるボディガード    |
| 第33話 | カトリーヌのひみつ       | 小川智子            | 福島一三              | 新田義方          | 小丸敏之                              | 5月18日        | 第15巻 たよれるボディガード    |
| 第34話 | 光る目の少女             | 川嶋澄乃            | 小華和ためお          | ほしかわたかふみ  | 浅沼昭弘 松下純子                     | 5月25日        | 第16巻 光る目の少女            |
| 第35話 | 恐怖のウェディングベル   | 平柳益実            | えがみきよし          | えがみきよし      | MAGIC GIRLS 林隆文                    | 6月1日         | 第16巻 光る目の少女            |
| 第36話 | 不思議な愛のメロディ     | 大久保智康          | 藤本義孝              | 藤本義孝          | 岸本誠司 高鉾誠                       | 6月8日         | 第16巻 光る目の少女            |
| 第37話 | ふたりのドールリカ       | 水上清資            | 青木新一郎            | 青木新一郎        | 河村明夫                              | 6月15日        | 第16巻 光る目の少女            |
| 第38話 | お父さんの曲の力         | 川嶋澄乃            | 水草一馬              | 大西景介          | 桜井木ノ実                            | 6月22日        | 第17巻 お父さんの曲の力        |
| 第39話 | 小さなオルゴール         | 平柳益実            | くずおかひろし        | 東海林真一        | 木下勇喜                              | 6月29日        | 第17巻 お父さんの曲の力        |
| 第40話 | 狙われたカトリーヌ       | 大久保智康          | 四分一節子 熨斗谷充孝 | 熨斗谷充孝        | 酒谷啓                                | 7月6日         | 第17巻 お父さんの曲の力        |
| 第41話 | おかえりスケアクロウ     | 水上清資            | えんどうてつや        | 西山明樹彦        | 高鉾誠                                | 7月13日        | 第17巻 お父さんの曲の力        |
| 第42話 | 忘れられた日曜日         | 小川智子            | 水草一馬              | 土屋浩幸          | 河村明夫                              | 7月20日        | 第18巻 忘れられた日曜日        |
| 第43話 | 勇気がくれた宝物         | 川嶋澄乃            | 佐山聖子              | 大西景介          | 斉木たろう                            | 7月27日        | 第18巻 忘れられた日曜日        |
| 第44話 | ミスティ対ドールナイツ   | 大久保智康          | 小華和ためお          | 渡辺健一郎        | 浅沼明弘 木下勇喜                     | 8月3日         | 第18巻 忘れられた日曜日        |
| 第45話 | 光の中のドールリカ       | 平柳益実            | えがみきよし          | えがみきよし      | 山本径子                              | 8月10日        | 第18巻 忘れられた日曜日        |
| 第46話 | 夏の夜の悪夢             | 水上清資            | 水草一馬              | 土屋浩幸          | 秦野好昭                              | 8月17日        | 第19巻 夏の夜の悪夢            |
| 第47話 | ドールランドへの旅立ち   | 小川智子            | 福島一三              | 横田和善          | 河村明夫                              | 8月24日        | 第19巻 夏の夜の悪夢            |
| 第48話 | 謎の鉄仮面あらわる!      | 川嶋澄乃            | 佐山聖子              | 大西景介          | 小丸敏之                              | 8月31日        | 第19巻 夏の夜の悪夢            |
| 第49話 | ドールランドの神様       | 大久保智康          | 小華和ためお          | 土屋浩幸          | 楠田悟 佐藤道雄                       | 9月7日         | 第19巻 夏の夜の悪夢            |
| 第50話 | 魔王スケアクロウ         | 水上清資 平柳益実   | えがみきよし          | えがみきよし      | 中原清隆                              | 9月14日        | 第20巻 魔王スケアクロウ        |
| 第51話 | 奇跡のメロディ           | 水上清資            | 東海林真一            | 横田和            | 秦野好紹 小丸敏之                     | 9月21日        | 第20巻 魔王スケアクロウ        |
| 第52話 | さよならリカちゃん       | 小川智子            | 水草一馬              | 新田義方          | 熊谷哲矢                              | 9月28日        | 第20巻 魔王スケアクロウ        |

## ネット局
放送日時は個別に出典が提示されているものを除き1999年9月時点のものとする。
| 放送対象地域  | 放送局           | 系列           | 放送時間                                                      | ネット形態 | 備考                  |
| ------------- | ---------------- | -------------- | ------------------------------------------------------------- | ---------- | --------------------- |
| 関東広域圏    | テレビ東京       | テレビ東京系列 | 火曜 18:30 - 19:00                                            | 制作局     |                       |
| 北海道        | テレビ北海道     | テレビ東京系列 | 火曜 18:30 - 19:00                                            | 同時ネット |                       |
| 愛知県        | テレビ愛知       | テレビ東京系列 | 火曜 18:30 - 19:00                                            | 同時ネット |                       |
| 大阪府        | テレビ大阪       | テレビ東京系列 | 火曜 18:30 - 19:00                                            | 同時ネット |                       |
| 岡山県 香川県 | テレビせとうち   | テレビ東京系列 | 火曜 18:30 - 19:00                                            | 同時ネット |                       |
| 福岡県        | TXN九州          | テレビ東京系列 | 火曜 18:30 - 19:00                                            | 同時ネット |                       |
| 岩手県        | IBC岩手放送      | TBS系列        | 月曜 16:54 - 17:22（9月まで） 日曜 6:00 - 6:30（10月3日以降） | 遅れネット |                       |
| 宮城県        | 東日本放送       | テレビ朝日系列 | 金曜 15:55 - 16:25                                            | 遅れネット |                       |
| 静岡県        | 静岡放送         | TBS系列        | 月曜 16:00 - 16:30                                            | 遅れネット |                       |
| 岐阜県        | 岐阜放送         | 独立局         | 金曜 6:50 - 7:20                                              | 遅れネット |                       |
| 京都府        | KBS京都          | 独立局         | 日曜 7:30 - 8:00                                              | 遅れネット |                       |
| 奈良県        | 奈良テレビ       | 独立局         | 火曜 18:30 - 19:00                                            | 遅れネット | 1999年9月28日まで放送 |
| 広島県        | 広島ホームテレビ | テレビ朝日系列 | 火曜 16:25 - 16:55                                            | 遅れネット |                       |
| 熊本県        | 熊本朝日放送     | テレビ朝日系列 | 金曜 16:00 - 16:30                                            | 遅れネット | 1999年10月1日まで放送 |
| 沖縄県        | 琉球放送         | TBS系列        | 火曜 16:00 - 16:30                                            | 遅れネット |                       |

## 映像ソフト化
1999年にパイオニアLDCからテレビ放送分を全話収録したVHSとLDとDVDが発売されている。
VHSは、1巻目は第1話のみ収録（シール付き）、2 - 14巻は各2話収録、15 - 19巻は各4話収録、最終巻は3話収録で全20巻。各巻の表示は巻数ではなく、その巻に収録した最初の回のサブタイトルを冠している。現在は、全巻廃盤となっている。
LDは、巻数カウントとしてBOX1からBOX4までリリースされており、杉井監督のインタビュー付きの解説書とDr.モロー&スタジオ寿による描き下ろしコミックが封入特典として収録されている。現在は、全巻廃盤となっている。
DVDの巻数カウントはSTEP.で、STEP.1は第1話+メニュー画面に設定資料集を収録。STEP.2 - STEP.13は各4話収録、STEP.14は3話収録で全14巻。DVDビデオ黎明期に発売されているため、パッケージはジュエルケースとなっている。現在は、全巻廃盤となっている。
劇場版『リカちゃん絶体絶命!ドールナイツの奇跡』の収録メディアは、パイオニアLDCからVHSのみが発売されている（現在は廃盤）。
2021年現在、Blu-ray版はリリースされていない。

## 映画
アニメ放送期間中の1999年7月31日に、『スーパードール★リカちゃん リカちゃん絶体絶命!ドールナイツの奇跡』（スーパードールリカちゃん リカちゃんぜったいぜつめい!ドールナイツのきせき）のタイトルで『'99夏 東映アニメフェア』の上映作品として公開された。

### スタッフ
- 監督 - 杉井ギサブロー
- 構成 - 相馬和彦
- 脚本 - 水上清資
- 絵コンテ - 葛岡ひろし
- 演出 - はしもとなおと
- キャラクターデザイン - 熊谷哲矢
- 作画監督 - 堀内修
- 美術監督 - 宮野隆
- 色彩設定 - 黒柳朋子
- 撮影監督 - 藤倉直人
- 編集 - 古川雅士
- 音響監督 - 藤山房伸
- 音楽 - 堀井勝美
- 主題曲 - 櫻井智
- 音楽プロデューサー - 吉村仁
- プロデューサー - 亘敏夫、阿久津幸宏
- アソシエイト・プロデューサー - 沢玲子、大沢信博、渡辺一
- アニメーション制作 - マッドハウス
- 製作 - BSM映画製作委員会（東映、タカラ、イオン / 協力 - テレビ東京、講談社、カバヤ食品、パイオニアLDC）

### 声の出演
- ドールリカ（櫻井智）
- 香山リカ（河野由佳）
- ドールイサム（伊藤健太郎）
- ドールイヅミ（根谷美智子）
- ダナ（兵藤まこ）
- ギーゼ（平松晶子）
- 香山七重、香山八重（小宮和枝）
- 高林ダイ（三田ゆう子）
- 蕗谷トモノリ（水田わさび）
- 篠原すみれ（川上未遊）
- カトリーヌ（大谷育江）
- 香山織江（佐々木瑶子）
- 冒険キッズランドの係員（竹本英史）

### 主題歌
OP 「アシタノキミ」
ED 「Destiny」
　歌 - 櫻井智

## 漫画
アニメ放送と並行して、征海未亜による漫画版が『なかよし』（講談社）にて1998年11月号から1999年10月号まで連載された。単行本はKCなかよしより全2巻。
1. 1999年6月、ISBN 4-06-178917-1[17]
2. 1999年12月、ISBN 4-06-178928-7[18]

アニメを原作とするコミカライズだが、著者名義は征海未亜単独である。基本設定や前半のエピソードはアニメとほぼ同じだが、途中から香山リカと高林ダイ、麻樹山ルイとドールリカの関係を強調するなどオリジナル色が強くなっている。また本編以外に、征海のオリジナル設定をふくらませた外伝「夢恋草紙」（『なかよしなつやすみランド』、講談社、1999年）が描かれており、単行本にも収録されている。
作者の征海未亜は、最初に「リカちゃん人形が巨大化して戦う話」と聞いたとき、巨大ロボットものを連想したという。単行本に、このネタを元におまけ漫画『それいけ!ジャイアントスーパーメカドールリカ』を描いている。
連載中に掲載された「これまでのおはなし（あらすじ解説）」は、第2話から第6話までは、香山リカが語る形式という当たり障りのないものだった。しかし、第7話から最終話までは、リカ以外の主要キャラクターが4コマ漫画で語るというものに変わり、実際のあらすじ解説とは程遠いものになった。
- 第7話 - ドールリカ（あまりに独りよがりな解説にリカ置いてきぼり）
- 第8話 - ドールイヅミ（ネタバラシをしかけて誰かに止められる）
- 第9話 - 篠原すみれ（リカの事情を知らないことをいいことに話をでっち上げ、高林ダイの怒りを買う）
- 第10話 - ドールイサム（一言もしゃべらなかったばかりにドールリカに張り倒される）
- 第11話 - 高林ダイ（知らないうちにドールランドに来てしまったため、事情説明ができずに困惑する）
- 第12話 - 作者（征海未亜）（実はカトリーヌやすみれには、本編には出てこなかったがそれぞれ男がいたと説明する）

## 玩具
リカちゃんのスピンオフ作品であることから、タカラより玩具のドール（アクションフィギュア）を商品展開した。
- ドールナイツ3体は、ドールリカ、ドールイヅミ、ドールイサムが通常服と戦闘服でそれぞれ2種が発売された。これは従来のリカちゃんシリーズと異なり、劇中の様なアクション性を重視して、各関節が可動するアクションドールになっているのが特徴。また、歩行ギミック搭載の「ウォーキングドールリカ ストリートオルガン」もあった。
- 香山リカは、従来通りの手足が軟質ソフトビニール製のドールと、身体が綿入りの布で出来た「やわらかドール」が発売された。両者のサイズは異なっており、服やアイテムの統一性は無かった。
- なりきり玩具としては、コーリングリングが各色3種、コーリングペンダントとコーリングチョーカー、そしてスーパーコーリングリング（ドールリカバージョンのみ）が発売された[注 8]。ドールイサムのコーリングウォッチは未発売。
- 武器アイテムとしては、ライトスピナーとライトサークル(コーリングチョーカーとのセット)が発売された。ドールイサムのライトサンダーは未発売。
- ままごとアイテムとしては「ドールランドテーブル」が発売された。
- 他に指人形が、ドールナイツ3体2種ずつ計6体＋香山リカ、ダイの計8体セットで発売された。

## ゲーム
スーパードール リカちゃん きせかえ大作戦
発売日 - 2000年10月6日 / ジャンル - アドベンチャーRPG / 制作 - ヴィアール・ワン / 対応機 - ゲームボーイカラー
アニメ終了から1年後にリリース。日常世界とドールランドの、現実と非現実が交錯した2つの世界でストーリーが展開。ミニゲームは全7種類で、着せ替えできる服の組みあわせは1000通り以上。きせかえ＆ミニゲームを駆使してスケアクロウの魔の手からリカを守るゲーム。出てくる服はランダム要素がある。服を集める毎にドールリカの戦闘力が強くなるというシステム。